# Залётин, Сергей Викторович
Сергей Викторович Залётин (род. 21 апреля 1962, Щёкино, Тульская область) — российский космонавт. Совершил два полёта в космос — командиром экипажа «Союз ТМ-30» и командиром «Союз ТМА-1».

## Биография
Родился 21 апреля 1962 года в городе Щёкино Тульской области.

### Образование
Учился в средней школе № 13 города Щёкино. В 1983 году окончил Борисоглебское ВВАУЛ им. В. П. Чкалова по специальности «лётчик-инженер».

### Работа
С 1983 по 1990 год служил лётчиком, позже старшим лётчиком и командиром авиационного звена в 32 ГвИАП 9-й ИАД ВВС Московского военного округа.
11 мая 1990 года зачислен в отряд космонавтов (11-й набор космонавтов ЦПК ВВС), проходил специальную подготовку с октября 1990 по март 1992 года. 11 марта 1992 года был назначен космонавтом-испытателем. В 1992—1997 годах проходил программу подготовки к полёту на орбитальную станцию «Мир». Был назначен командиром экипажа, полёт которого намечался на август 1999 года, но экспедиция была отменена из-за недостатка средств.
4 апреля 2000 года Залётин отправился в свой первый космический полёт. Он провёл 72 суток 19 часов 42 минуты 16 секунд на космическом корабле «Союз ТМ-30» и орбитальном комплексе «Мир», а также совершил один выход в открытый космос. 16 июня 2000 года экипаж вернулся на Землю.
30 октября 2002 года совершил свой второй полёт в качестве командира экипажа «Союз ТМА-1» и четвёртой экспедиции посещения МКС. Провёл на орбите 10 суток 20 часов 53 минуты 9 секунд. 10 ноября 2002 года экипаж вернулся из экспедиции.
Проходил подготовку в качестве командира дублирующего экипажа космического корабля «Союз ТМА-17М» и основного экипажа «Союз ТМА-19М», старт которых был запланирован в 2015 году.
Статистика
| # | Стартовый корабль | Старт, UTC        | Экспедиция         | Корабль посадки | Посадка, UTC      | Налёт                       | Выходы в открытый космос | Время в открытом космосе |
| - | ----------------- | ----------------- | ------------------ | --------------- | ----------------- | --------------------------- | ------------------------ | ------------------------ |
| 1 | Союз ТМ-30        | 04.04.2000, 05:01 | Союз ТМ-30, Мир-28 | Союз ТМ-30      | 16.06.2000, 00:43 | 72 суток 19 часов 41 минута | 1                        | 05 часов 03 минуты       |
| 2 | Союз ТМА-1        | 30.10.2002, 03:11 | Союз ТМА-1, МКС-5  | Союз ТМ-34      | 10.11.2002, 00:04 | 10 суток 20 часов 53 минуты | 0                        | 0                        |
|   |                   |                   |                    |                 |                   | 83 суток 16 часов 34 минуты | 1                        | 05 часов 03 минуты       |

Приказом начальника ЦПК с 1 мая 2014 года переведён с должности инструктора-космонавта-испытателя на должность ведущего специалиста организационно-планового отделения отряда космонавтов ЦПК, выбыв из числа действующих космонавтов.

### Политическая карьера
В 2004, 2009 и 2014 годах Сергей Залётин избирался депутатом Тульской областной Думы (член фракции «Единая Россия» в облдуме). В связи с этим покинул ряды отряда действующих космонавтов.
19 мая 2023 года на заседании Партии возрождения России был выдвинут в качестве кандидата на выборы мэра Москвы-2023.

### Семья
Женат на Елене Михайловне Залётиной (урождённой Горячевой). Есть сын — Сергей, 1984 года рождения. Есть старшая сестра Людмила, 1954 года рождения. Увлекается шахматами, спортивными играми (играет в большой теннис) и путешествиями.

## Воинские звания
- Лейтенант (15.10.1983).
- Старший лейтенант (28.10.1985).
- Капитан (6.11.1987).
- Майор (6.11.1990).
- Подполковник (6.11.1993).
- Полковник (не установлено).

## Награды
- Герой Российской Федерации (9 ноября 2000 года) — за мужество и героизм, проявленные во время длительного космического полёта на орбитальном научно-исследовательском комплексе «Мир»[3];
- орден «За заслуги перед Отечеством» IV степени[4];
- медаль «За заслуги в освоении космоса» (12 апреля 2011 года) — за большие заслуги в области исследования, освоения и использования космического пространства, многолетнюю добросовестную работу, активную общественную деятельность[5];
- Лётчик-космонавт Российской Федерации (9 ноября 2000 года)[3];
- медаль «70 лет Вооружённых Сил СССР» (1988 год);
- медали «За отличие в военной службе» I и II степеней;
- медаль «За безупречную службу» III степени;
- медаль Алексея Леонова (Кемеровская область, 2015) — за совершённый в 2000 году выход в открытый космос[6];
- премия Правительства Российской Федерации (2000 год)[7];
- командор ордена Короны (Бельгия, 2011 год)[8];
- Почётный гражданин города Щёкино и Щёкинского района (27 сентября 2001 года).